# Bernuy-Zapardiel
Bernuy-Zapardiel là một đô thị trong tỉnh Ávila, Castile và León, Tây Ban Nha. Theo điều tra dân số 2006 (INE), đô thị này có dân số là 166.